# Axel Ekblom
Axel Wilhelm Ekblom (* 22. März 1893 in Sankt Ibb; † 26. Juli 1957 in Borås) war ein schwedischer Sportschütze.

## Erfolge
Axel Ekblom nahm an den Olympischen Spielen 1924 in Paris in drei Disziplinen teil. Im Wettbewerb auf den Laufenden Hirsch im Doppelschuss gewann er mit Mauritz Johansson, Fredric Landelius und Alfred Swahn in der Mannschaftskonkurrenz hinter der britischen und der norwegischen Mannschaft die Bronzemedaille. Ekblom war mit 46 Punkten der schwächste Schütze der Mannschaft. Im Trap kam er im Einzelwettbewerb nicht über den 16. Platz hinaus, während er mit der Mannschaft als Vierter einen weiteren Medaillengewinn knapp verpasste. 1937 gewann er mit der Trap-Mannschaft bei den Weltmeisterschaften in Helsinki die Bronzemedaille.